# 小行星1982
小行星1982（1982 Cline）是一颗绕太阳运转的小行星，为主小行星带小行星。该小行星于1975年11月4日发现。
該小行星以發明家埃德溫·李·克萊恩（Edwin Lee Cline）命名。

## 轨道参数
小行星1982的轨道半长轴为2.3099144 UA，离心率为0.250。